# Partito Comunista del Nepal (Centro d'Unità-Mashal)
Il Partito Comunista del Nepal (Centro d'Unità-Mashal) (नेपाल कम्युनिष्ट पार्टी (एकताकेन्द्र – मसाल)) fu un partito comunista nepalese.

## Storia
Il PCN (CU-M) nacque nel 2002 dall'unificazione del Partito Comunista del Nepal (Centro d'Unità) (guidato da Prakash) e il Partito Comunista del Nepal (Mashal) (guidato da Ram Singh Shris). Il primo segretario generale del nuovo partito unificato fu lo storico dirigente comunista e maoista Moham Bikran Singh. Il Partito decise di adottare il marxismo-leninismo-pensiero di Mao Zedong come propria linea ideologica, che mantiene tuttora. I due precedenti fronti legali dei due partiti si unirono nel Janamorcha Nepal, che prese anche parte alle elezioni e si unì all'Alleanza dei Sette Partiti nel 2006.
Il PCN (CU-M) prese parte alla Conferenza Internazionale dei Partiti e delle Organizzazioni Marxisti-Leninisti, anche se oggi sembra che non vi faccia più parte, forse per opposizione alla partecipazione del "nuovo" PCN (Mashal).
Il PCN (CU-M) propose subito la convocazione dell'Assemblea Costituente e la proclamazione di una repubblica. Inoltre, pur non simpatizzando per il PCN (maoista) (che giudicava e giudica settario), si oppose al risolvimento armato della guerra civile nepalese.
Dopo la caduta della dittatura monarchica nell'aprile 2006, cui aveva preso parte attiva, il PCN (CU-M) subì ben quattro scissioni. La prima fu da parte di Bijaya Kumar, che formò il Partito Comunista del Nepal (2006), vicino alle posizioni dei maoisti.
Successivamente, emerse un dibattito fra le posizioni di Moham Bikran Singh e Chitra Bahadur K.C. da una parte (che si opponevano alla partecipazione al governo e preferivano coniugare la lotta parlamentare alla lotta armata) e di Prakash dall'altra (che invece sosteneva la partecipazione al governo). In un evento ancora poco chiaro, il partito si scisse in due gruppi paralleli con lo stesso nome; in marzo, la fazione legata a Singh tenne un "7º Congresso straordinario" e tornò a trasformarsi nel Partito Comunista del Nepal (Mashal), mentre i sostenitori di Prakash rimasero Centro d'Unità-Mashal.
Poco dopo, una fazione legata a Ram Singh Shris si unì ad altri gruppi scissionisti di altri partiti per formare il Partito Comunista del Nepal (unificato).
A seguito della defezione di Singh, Prakash divenne segretario generale.
Nel 2009 si unì al PCN (maoista) dando origine al Partito Comunista Unificato del Nepal (maoista).

## Segretari generali
- Moham Bikran Singh (2002-2006)
- Prakash (2006-2009)